# 러시아 경제개발부
러시아 연방 경제개발부(러시아어: Министерство экономического развития Российской Федерации)는 러시아 연방에 있는 경제 업무를 담당하는 정보기관의 하나이다.